# 光叶高丛珍珠梅
光叶高丛珍珠梅（学名：Sorbaria arborea var. glabrata）为蔷薇科珍珠梅属下的一个变种。

## 扩展阅读
- 維基物種上的相關：光叶高丛珍珠梅